# Astragalus diopogon
Astragalus diopogon är en ärtväxtart som beskrevs av Aleksandr Andrejevitj Bunge. Astragalus diopogon ingår i släktet vedlar, och familjen ärtväxter. Inga underarter finns listade i Catalogue of Life.